# Lądowisko Jarocin-Szpital
Lądowisko Jarocin-Szpital – lądowisko sanitarne w Jarocinie, w województwie wielkopolskim, położone przy ul. Bohaterów Jarocina. Tuż przy komendzie policji. Przeznaczone jest do wykonywania startów i lądowań śmigłowców sanitarnych i ratowniczych w dzień i w nocy o dopuszczalnej masie startowej do 5700 kg.
Zarządzającym lądowiskiem jest Szpital Powiatowy w Jarocinie Sp. z o.o. w Jarocinie. W roku 2014 zostało wpisane do ewidencji lądowisk Urzędu Lotnictwa Cywilnego pod numerem 284.
Koszt budowy lądowiska wyniósł ponad 800 tys. zł.